# Liste der Bodendenkmäler in Villenbach
Auf dieser Seite sind die Bodendenkmäler in der schwäbischen Gemeinde Villenbach zusammengestellt. Diese Tabelle ist eine Teilliste der Liste der Bodendenkmäler in Bayern. Grundlage ist die Bayerische Denkmalliste, die auf Basis des Bayerischen Denkmalschutzgesetzes vom 1. Oktober 1973 erstmals erstellt wurde und seither durch das Bayerische Landesamt für Denkmalpflege geführt wird. Die folgenden Angaben ersetzen nicht die rechtsverbindliche Auskunft der Denkmalschutzbehörde.

## Bodendenkmäler der Gemeinde Villenbach

### Bodendenkmäler in der Gemarkung Fristingen
| Lage                  | Objekt                                                                             | Akten-Nr.     | Bild |
| --------------------- | ---------------------------------------------------------------------------------- | ------------- | ---- |
| Fristingen (Standort) | Verhüttungsplatz vor- und frühgeschichtlicher oder mittelalterlicher Zeitstellung. | D-7-7429-0130 |      |

### Bodendenkmäler in der Gemarkung Riedsend
| Lage                | Objekt | Akten-Nr.     | Bild |
| ------------------- | --- | ------------- | ---- |
| Riedsend (Standort) | Mittelalterlicher Turmhügel.                                                                                           | D-7-7429-0040 |      |
| Riedsend (Standort) | Straße der römischen Kaiserzeit.                                                                                       | D-7-7429-0057 |      |
| Riedsend (Standort) | Grabhügel vorgeschichtlicher Zeitstellung.                                                                             | D-7-7429-0084 |      |
| Riedsend (Standort) | Siedlung vor- und frühgeschichtlicher Zeitstellung.                                                                    | D-7-7429-0109 |      |
| Riedsend (Standort) | Siedlung vor- und frühgeschichtlicher Zeitstellung.                                                                    | D-7-7429-0110 |      |
| Riedsend (Standort) | Siedlung vor- und frühgeschichtlicher Zeitstellung.                                                                    | D-7-7429-0111 |      |
| Riedsend (Standort) | Mittelalterliche und frühneuzeitliche Befunde im Bereich der Katholischen Filialkirche St. Sebastian und St. Katharina | D-7-7429-0255 |      |

### Bodendenkmäler in der Gemarkung Villenbach
| Lage                  | Objekt                                                                                                  | Akten-Nr.     | Bild |
| --------------------- | --- | ------------- | ---- |
| Villenbach (Standort) | Burgstall des Mittelalters.                                                                             | D-7-7429-0007 |      |
| Villenbach (Standort) | Burgstall des Mittelalters.                                                                             | D-7-7429-0039 |      |
| Villenbach (Standort) | Mittelalterlicher Burgstall.                                                                            | D-7-7429-0112 |      |
| Villenbach (Standort) | Wall-Graben-Anlage vor- und frühgeschichtlicher Zeitstellung.                                           | D-7-7429-0157 |      |
| Villenbach (Standort) | Siedlung der römischen Kaiserzeit.                                                                      | D-7-7429-0166 |      |
| Villenbach (Standort) | Mittelalterliche und frühneuzeitliche Befunde im Bereich der Katholischen Pfarrkirche St. Jakobus d. Ä. | D-7-7429-0257 |      |
| Villenbach (Standort) | Mittelalterliche und frühneuzeitliche Befunde im Bereich der Katholischen Kapelle St. Nikolaus.         | D-7-7429-0261 |      |

### Bodendenkmäler in der Gemarkung Wengen
| Lage              | Objekt                                                                                             | Akten-Nr.     | Bild |
| ----------------- | -------------------------------------------------------------------------------------------------- | ------------- | ---- |
| Wengen (Standort) | Brandgräber der römischen Kaiserzeit.                                                              | D-7-7429-0059 |      |
| Wengen (Standort) | Siedlung der römischen Kaiserzeit.                                                                 | D-7-7429-0060 |      |
| Wengen (Standort) | Grabhügel vor- und frühgeschichtlicher Zeitstellung.                                               | D-7-7429-0108 |      |
| Wengen (Standort) | Mittelalterliche und frühneuzeitliche Befunde im Bereich der Katholischen Pfarrkirche St. Michael. | D-7-7429-0266 |      |